# Agus R. Sarjono

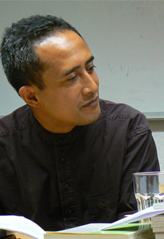
Agus R. Sarjono

Agus R. Sarjono (* 27. Juli 1962 in Bandung, Indonesien) ist ein indonesischer Schriftsteller, Literaturwissenschaftler und Übersetzer. Er schreibt Gedichte, Kurzgeschichten, Essays, Kritiken und Dramen, die in Indonesien, Malaysia, Brunei, und verschiedenen Journalen in Deutschland, Frankreich, den Niederlanden, England und den Vereinigten Staaten veröffentlicht wurden. Seine Gedichte sind in mehr als zwanzig Anthologien enthalten. Gemeinsam mit dem deutschen Malaiologen Berthold Damshäuser ist Sarjono Herausgeber und Übersetzer der in Indonesien erscheinenden „Seri Puisi Jerman“ (Reihe deutschsprachiger Lyrik in indonesischer Übersetzung).

## Leistungen
Sarjono arbeitet als Dozent an der Theaterwissenschaftlichen Abteilung der Kunsthochschule STSI in Bandung und als Redakteur des Literaturmagazines Horison. Von 2002 bis 2006 war er als Programmdirektor des Rates für Kunst Jakarta (Dewan Kesenian Jakarta) tätig. Von Februar bis Oktober 2001 war er writer-in-residence am International Institute for Asian Studies (IIAS) in Leiden. Von Dezember 2002 bis März 2003 war er Stipendiat der Heinrich-Böll-Stiftung und Gast des Heinrich-Böll-Hauses in Langenbroich.

## Werke

### Lyrik
- Kenduri Airmata (Das Fest der Tränen, 1994, 1996);
- Suatu Cerita dari Negeri Angin (Eine Geschichte aus dem Land der heissen Luft, 2001, 2003);
- A Story from the Country of the Wind (Englischsprachige Ausgabe, 2001).
- Frische Knochen aus Banyuwangi (übers. Berthold Damshäuser u. Inge Dümpel, hrsg. u. mit einem Essay von Martin Jankowski, Berlin 2002).
- Diterbangkan Kata-kata (Durch Wörter zum Fliegen gebracht, 2005);
- Seri Puisi Jerman (Reihe deutschsprachiger Lyrik in indonesischer Übersetzung, fortlaufend);

### Essays
- Bahasa dan Bonafiditas Hantu (Sprache und die Bonafidität von Geistern, 2001);
- Sastra dalam Empat Orba (Literatur in den vier Stadien der Herrschaft der Neuen Ordnung, 2001).

### Dramen
- Atas Nama Cinta (Im Namen der Liebe, 2004).

### Konferenzen, Festivals, Vorlesungen
- “Asean Writers Conference” in Manila (1995)
- “Istiqlal International Poetry Reading”, Jakarta (1995)
- “Ipoh Arts Festival III”, Negeri Perak, Malaysia (1998)
- “The Netherlands-Indonesian Poetry Night” in Erasmus Huis, Jakarta (1998)
- “Festival de Winternachten”, Den Haag (1999 and 2005)
- “Poesie auf der Straße”, Bremen (2001)
- “Internationales Literaturfestival Berlin” Berlin (2001)
- „The Dubai International Poetry Festival“ Dubai (2009)

### Als Herausgeber
- Saini KM: Puisi dan Beberapa Masalahnya/Lyrik und einige ihrer Probleme (1993)
- Catatan Seni/Anmerkungen zur Kunst (1996)
- Kapita Selekta Teater /Capita Selecta Theater (1996)
- Pembebasan Budaya-budaya Kita /Die Befreiung unserer Kulturen (1999)
- Horison Sastra Indonesia 1-4/ Der Horizont der indonesischen Literatur 1-4 (2002), Horison Esai Indonesia 1-2 /Der Horizont indonesischer Essays 1-2 (2004)
- Teater tanpa Masa Silam / Theater ohne Vergangenheit (2005)
- Seri Puisi Jerman /Reihe deutschsprachiger Lyrik in indonesischer Übersetzung (seit 2003)